# Луций Нераций Приск
Луций Нераций Приск (на латински: Lucius Neratius Priscus) e политик и юрист на Римската империя през 1 век.

## Биография
Произлиза от фамилията Нерации (Neratii) от Сепинум в Самниум.
От септември до декември 87 г. Нераций е суфектконсул заедно с Гай Цилний Прокул. Вероятно той е през май и юни 97 г. за втори път суфектконсул. Колега му е Марк Аний Вер.